# Grand Prix automobile d'Italie 1926
Le Grand Prix automobile d'Italie 1926 est un Grand Prix qui s'est tenu à l'autodrome de Monza le 5 septembre 1926.

## Classement
| Pos  | N° | Pilote                  | Châssis               | Tours | Temps/Abandon    |
| ---- | -- | ----------------------- | --------------------- | ----- | ---------------- |
| 1    | 16 | Sabipa (Louis Charavel) | Bugatti T39A          | 60    | 4 h 20 min 29 s  |
| 2    | 12 | Meo Costantini          | Bugatti T39A          | 60    | 4 h 27 min 1 s   |
| Abd. | 7  | Jules Goux              | Bugatti T39A          | 36    | Pression d'huile |
| Abd. | 4  | Roberto Serboli         | Chiribiri 12/16       | 28    | Feu              |
| Abd. | 9  | Ernesto Maserati        | Maserati 26 (8C-1500) | 5     | Moteur           |
| Abd. | 3  | Emilio Materassi        | Maserati 26 (8C-1500) | 4     | Moteur           |
| Np.  | 1  | ?                       | OM 865                |       |                  |
| Np.  | 2  | ?                       | Talbot 700            |       |                  |
| Np.  | 5  | ?                       | Jean Graf CIME        |       |                  |
| Np.  | 6  | ?                       | Talbot 700            |       |                  |
| Np.  | 8  | ?                       | OM 865                |       |                  |
| Np.  | 10 | ?                       | Chiribiri 12/16       |       |                  |
| Np.  | 11 | ?                       | Talbot 700            |       |                  |
| Np.  | 13 | ?                       | OM 865                |       |                  |
| Np.  | 14 | Guido Meregalli         | Maserati 26 (8C-1500) |       |                  |
| Np.  | 15 | ?                       | Chiribiri 12/16       |       |                  |

Légende :
- Abd.= Abandon - Np.= Non partant